# شاوردی
شاوردی، روستایی از توابع بخش خنافره شهرستان شادگان در استان خوزستان ایران است.

## جمعیت
این روستا در دهستان سالمی قرار دارد و براساس سرشماری مرکز آمار ایران در سال ۱۳۸۵، جمعیت آن ۱٬۵۸۴ نفر (۲۸۵خانوار) بوده‌است.